# Groupe Hersant Média
Pour les articles homonymes, voir GHM.
Le groupe Hersant Média (GHM) est un groupe de presse français, qui a pris cette dénomination en octobre 2006. La liquidation du groupe est actée le 15 juin 2020.

## Le groupe
Le groupe joint est né en 1985, de la division, en deux entités distinctes du groupe Hersant (la Socpresse et France-Antilles), pour contourner la loi sur la concentration de la presse (loi Fillioud-Mauroy). Dix ans après la création de La nouvelle république, Centre Ouest, et de Bonjour/Paru Vendu en 1974 par Claude Cauvé, ce groupe contrôlait à l'époque 38 % de la presse nationale française et un cinquième de la presse régionale.
Le groupe est dirigé par Philippe Hersant, fils de Robert Hersant, en recourant aux méthodes de son père, surnommé « le papivore » : de nombreuses acquisitions, financées à crédit, et jamais d'interviews.
Premier actionnaire avec 20 % du capital, aux côtés d'une douzaine de membres de la famille Hersant, il réside à Genève et développe ses propres affaires, dans un autre groupe de sociétés, consacré à la presse suisse. Après l’achat de Filanosa SA (La Côte, en Suisse en juillet 2001, Philippe Hersant a réalisé au printemps 2002 l’acquisition de la Société neuchâteloise de presse  (L’Express de Neuchâtel et L’Impartial de La Chaux-de-Fonds).
Concernant son groupe français, l'endettement a permis au chiffre d’affaires de passer de 618 millions d’euros en 2004 à 660 millions d'euros en 2006. Il devait augmenter de 220 millions d’euros avec l’acquisition en 2007  de La Provence et Nice-Matin pour 160 millions d’euros.
Dans l'est, il a souffert d'avoir été dimensionné en fonction d’activités de presse gratuite que son pôle sœur, le groupe Comareg, devait lui apporter.
En octobre 2012, les banques obligent le groupe à céder plusieurs titres: L'Union de Reims, Paris-Normandie, L'Ardennais, L'Est-Éclair, Libération Champagne et L'Aisne nouvelle, représentent une audience de près de 600.000 lecteurs par jour.
En octobre 2012, des banques représentant la majorité de la dette parviennent à échapper au dépôt de bilan, qui auraient mené à une annulation de la dette et un changement de propriétaire du groupe. Elles mettent en place une recapitalisation partielle de la famille Hersant, via une augmentation de capital de 48 millions d'euros, dont la moitié est apportée par Bernard Tapie et l'autre par Philippe Hersant. Les banques acceptent en échangent d'abandonner 75 % de leurs créances. Celles qui sont également créancières de l'autre groupe de presse de Philippe Hersant, en Suisse, obtiennent ainsi que leur débiteur conserve les quatre quotidiens français, tous rentables, permettant de rembourser l'autre partie de la dette de Philippe Hersant.
En avril 2014, la direction est confiée à Patrick Hersant.
Fin septembre 2019, FA médias alerte sur une possible liquidation de France-Antilles à la fin du mois d'octobre. Selon les propriétaires, France-Antilles et France-Guyane pourraient disparaître très rapidement si aucune solution financière n'était trouvée pour sauver les deux titres de presse.
Au mois de janvier 2020, France Antilles est placé en liquidation judiciaire, entraînant ainsi la disparition immédiate des trois journaux publiés en Guyane, en Martinique et en Guadeloupe. Les 235 salariés du groupe sont par conséquent réduits immédiatement au chômage. Les lourdes pertes financières des derniers mois ont porté le coup de grâce. Le 1er février, une édition spéciale est publiée pour la dernière parution officielle du titre.

## Titres
L'activité du groupe se divise en quatre pôles. Enfin, le groupe possède des participations dans divers groupes de médias, tels L'Est républicain (27 %) jusqu'en 2010.

### Pôle Outre-Mer
- France-Antilles, en Guadeloupe et Martinique
- France-Guyane, en Guyane
- La Dépêche de Tahiti, en Polynésie française
- Les Nouvelles de Tahiti, en Polynésie française (journal fermé en 2014)
- Journal de l'île de La Réunion, à La Réunion
- Les Nouvelles calédoniennes, en Nouvelle-Calédonie (jusqu'en 2013)

En 1992, le groupe achète la radio privée néo-calédonienne NRJ 2000, qui finit par rejoindre le réseau NRJ International en prenant le nom NRJ Nouvelle-Calédonie en 1995.
En 2005 le groupe Hersant Média contracte un accord de licence exclusive de la marque Trace et de l'activité radio en Guadeloupe, en Martinique et en Guyane auprès de Alliance Trace Media. GHM alors propriétaire de SUN FM en Guadeloupe et en Martinique rebaptise la radio Trace FM le 18 mars 2006 après autorisation du CSA intervenu le 14 février 2006.
En mai 2013, l'ensemble des titres de presse, des sociétés d'imprimerie et des stations de radio appartenant au groupe en Nouvelle-Calédonie ont été vendus à un groupement d'investisseurs locaux (familles Jeandot, Montagnat et Lavoix).
En janvier 2014 le groupe Hersant Media (GHM) cède Trace FM à l'Alliance Trace Media avec qui il avait un accord de licence.

### Médias en France métropolitaine
Le pôle de presse payante du Groupe Hersant est divisé en fonction des types de publications (quotidiens, hebdos…) et de leur localisation géographique.
Il y a d'une part les quotidiens régionaux. Le Groupe Hersant a commencé son emprise sur les régions du bassin parisien : la Champagne-Ardenne (L'Union de Reims, L'Ardennais), la Picardie (L'Aisne nouvelle) et la Normandie (Paris-Normandie, Le Havre libre, Le Havre Presse). Le 13 août 2007, le Groupe Hersant s'est développé en acquérant les journaux quotidiens régionaux de Lagardère SCA dont notamment La Provence, Nice-Matin, Var-Matin et Corse-Matin. Le groupe Hersant Média était également propriétaire d'une part de 28 % du groupe L'Est Républicain. Il a été dilué du fait du rachat par L'Est Républicain du groupe Le Progrès, qui inclut Le Dauphiné libéré et les quotidiens de Bourgogne, qui a été mené contre son gré par M. Lignac, patron de L'Est Républicain. Cette opération financée par le Crédit Mutuel, a donné naissance à EBRA, premier groupe de presse régionale en France, qui comprend également Les Dernières Nouvelles d'Alsace. Le groupe détient également la radio Champagne FM à Reims.
À la fin de 2011 et au début de 2012, les discussions reprennent entre GHM et le groupe Rossel, groupe de presse belge déjà propriétaire de quotidiens régionaux, pour former une filiale 50/50 qui regrouperait notamment les titres de la région PACA,. Juste avant l'été 2012, après huit mois de négociations, les discussions s'interrompaient, laissant le groupe en suspens.
Il y a d'autre part les hebdomadaires régionaux. Le groupe était principalement implanté sur deux régions : la façade Atlantique et la Normandie. Les hebdomadaires régionaux de Normandie étaient réunis au sein du groupe Hebdos normands, il comprenait une dizaine de titres (La Renaissance - Le Bessin, Les Nouvelles de Falaise, Le Pays d'Auge, L'Orne combattante, La Voix - Le Bocage, La Dépêche (Evreux - Louviers - Verneuil-sur-Avre), Le Courrier de l'Eure, Le Journal d'Elbeuf, L'Action Républicaine…). Le pôle a été cédé au groupe Publihebdos, filiale d'Ouest-France, le 29 août 2007.
Le 19 octobre 2012, Le Groupe Rossel a été retenu comme repreneur des journaux et activités que le groupe de presse Hersant Media (GHM) détient en Champagne-Ardennes et en Picardie. Les titres concernés par cette reprise sont « l’Union », « l’Ardennais », « Est Eclair » , "Libération Champagne" et "l'Aisne Nouvelle" auxquels s’ajoute aussi la radio « Champagne FM ».
Le 14 janvier 2013, la reprise par le Groupe Rossel du pôle "Champagne/Ardennes/Picardie est effective, Champagne FM devient une filiale de la radio Contact FM, L'Aisne Nouvelle devient une filiale du Courrier Picard.
Les journaux L'union, l'Ardennais, L'Est Eclair et Libération Champagne ainsi que la régie publicitaire CAP Regies sont regroupés sous le nouveau pôle « Pole CAP ».
Le même jour, le tribunal de commerce de Paris officialise la reprise de l'ensemble du groupe par Bernard Tapie et une partie de la famille Hersant. Ce rachat, pour 51 millions d'euros, vient confirmer l'accord de restructuration de la dette de GHM, et annule les trois quarts des 215 millions de créance du groupe (165 millions d'euros).
En février 2013, une enquête préliminaire de la brigade financière est lancée concernant les flux financiers du groupe Hersant Média.

### Pôle télévision locale - Antennes locales
Le Groupe Hersant Média est également actionnaire aujourd'hui à 100 % d'Antennes locales, premier opérateur français de chaînes de télévision locales. Le Groupe Hersant Media est actif dans la télévision locale depuis mars 2004, date à laquelle il prend 34 % de cette société aux côtés de ses fondateurs Jacques Rosselin et Emmanuel des Moutis, ainsi que Pierre Bergé. Antennes locales regroupe cinq chaînes de télévision locales : Télé Grenoble Isère, TéléMiroir (à Nîmes), Canal 32 (à Troyes), CityzenTV (à Caen) et ParisCap (devenu Cap 24, à Paris). Le groupe est également présent au capital de TV8 Mont-Blanc et d'Antilles Télévision. Sa chaîne locale parisienne est un des quatre lauréats de l'appel à candidatures pour une fréquence de la TNT en Île-de-France, dans le dossier Côté Seine, aux côtés de la Caisse d'épargne, de Lagardère SCA, de Coriolis et de la société de Xavier Gouyou-Beauchamp, mais a disparu en octobre 2010, après un an et demi d'existence. À Genève, Philippe Hersant est également présent dans l'actionnariat de la télévision locale 'Léman Bleu Télévision'.
Le groupe ayant des difficultés financières se désengage désormais de la télévision locale. Tous les projets de développements sont annulés et les chaînes sont vendues. Mi-2010, il ne contrôle plus que Télé Grenoble Isère et Canal 32 à Troyes.

### Pôle presse gratuite -ParuVendu
En 2003, à la suite du rachat de la Comareg au Groupe Vivendi, le groupe GHM possède 280 journaux gratuits d'annonces. Ils sont regroupés pour la plupart sous le titre de ParuVendu.
Le chiffre d’affaires de ce pôle est de 342,8 millions d'euros en 2005.
À la suite d'une chute brutale du chiffre d’affaires et d'une mauvaise gestion de l'entreprise, le 3 novembre 2011, le tribunal de commerce de Lyon prononce la liquidation judiciaire de la Comareg et d'Hebdoprint, son centre d'impression, : 1 650 personnes sont ainsi licenciées, sachant que 750 autres salariés avaient eux été aussi licenciés au mois de juin 2011. C'est ainsi qu'avec plus de 2 300 personnes en un an que ParuVendu deviendra le plus gros plan de licenciement en France en 2011, sans aucune médiatisation ni soutien politique et gouvernemental.

### L'implantation en Suisse
Depuis 2001, Philippe Hersant, via la société Éditions Suisses Holding SA (ESH), s'implante dans le paysage de la presse de Suisse romande. Cette société est cependant totalement indépendante du Groupe Hersant Média. Cette branche représente en 2005 un chiffre d’affaires de 50 millions CHF.
Cette société mène une politique dynamique d'implantation en Suisse romande, qui commence avec l'acquisition, en juillet 2001, du quotidien La Côte de Nyon.
Au printemps 2002, elle achète aux héritiers Wolfrath la Société neuchâteloise de presse avec les quotidiens L'Express de Neuchâtel et L'Impartial de La Chaux-de-Fonds et une imprimerie très performante à Neuchâtel, qui a permis de remplacer le centre d'impression de Thonon-les-Bains qui était dépassé. Le groupe contrôle aussi désormais L'Écho Rollois (devenu lacote.ch), le Journal du district de Cossonay, Le Courrier du Val-de-Ruz, le journal gratuit L'Arc Hebdo de Delémont.
Au total, début 2004, le groupe ESH employait en Suisse romande 300 salariés pour un CA de 33 millions d'euros.
Son principal concurrent en Suisse romande était le groupe Edipresse, racheté par le groupe de presse zurichois Tamedia. Il reste encore quelques titres indépendants comme Le Courrier de Genève, La Liberté de Fribourg ou Le Quotidien Jurassien (Delémont) que le Journal du Jura (Bienne), sans oublier un journal gratuit à grand tirage, indépendant, centré sur l'immobilier mais traitant aussi d'emploi et de politique, Tout l'immobilier à Genève. L'administrateur délégué du groupe en Suisse, Jacques Richard se borne à déclarer : « Si d'autres opportunités se présentent, nous sommes prêts à les examiner. Les gens savent que nous sommes là. » En août 2010, le quotidien valaisan Le Nouvelliste est tombé dans l'escarcelle du groupe ESH. Après le groupe alémanique Tamedia, le groupe ESH est le principal éditeur de Suisse romande, où tous les grands titres (24 Heures (Lausanne), la Tribune de Genève, Le Matin (Lausanne), L'Express-L'Impartial (Neuchâtel), Le Nouvelliste (Sion) ont été vendus à des groupes hors-sol. Le paysage de la presse écrite romande a ainsi été quasi complètement bouleversé en moins de deux décennies. La seule publication quotidienne d'envergure qui résiste est La Liberté, à Fribourg qui partage ses pages de politique fédérale avec l’indépendant genevois Le Courrier.